# Daniele Ratto
Daniele Ratto (ur. 5 października 1989 w Moncalieri) – włoski kolarz szosowy.

## Najważniejsze osiągnięcia
2007
- 2. miejsce w mistrzostwach świata juniorów (start wspólny)

2010
- 1. miejsce w GP Industria & Artigianato di Larciano

2011
- 2. miejsce w Gran Premio de Llodio

2013
- 1. miejsce na 14. etapie Vuelta a España